# Red Hawk

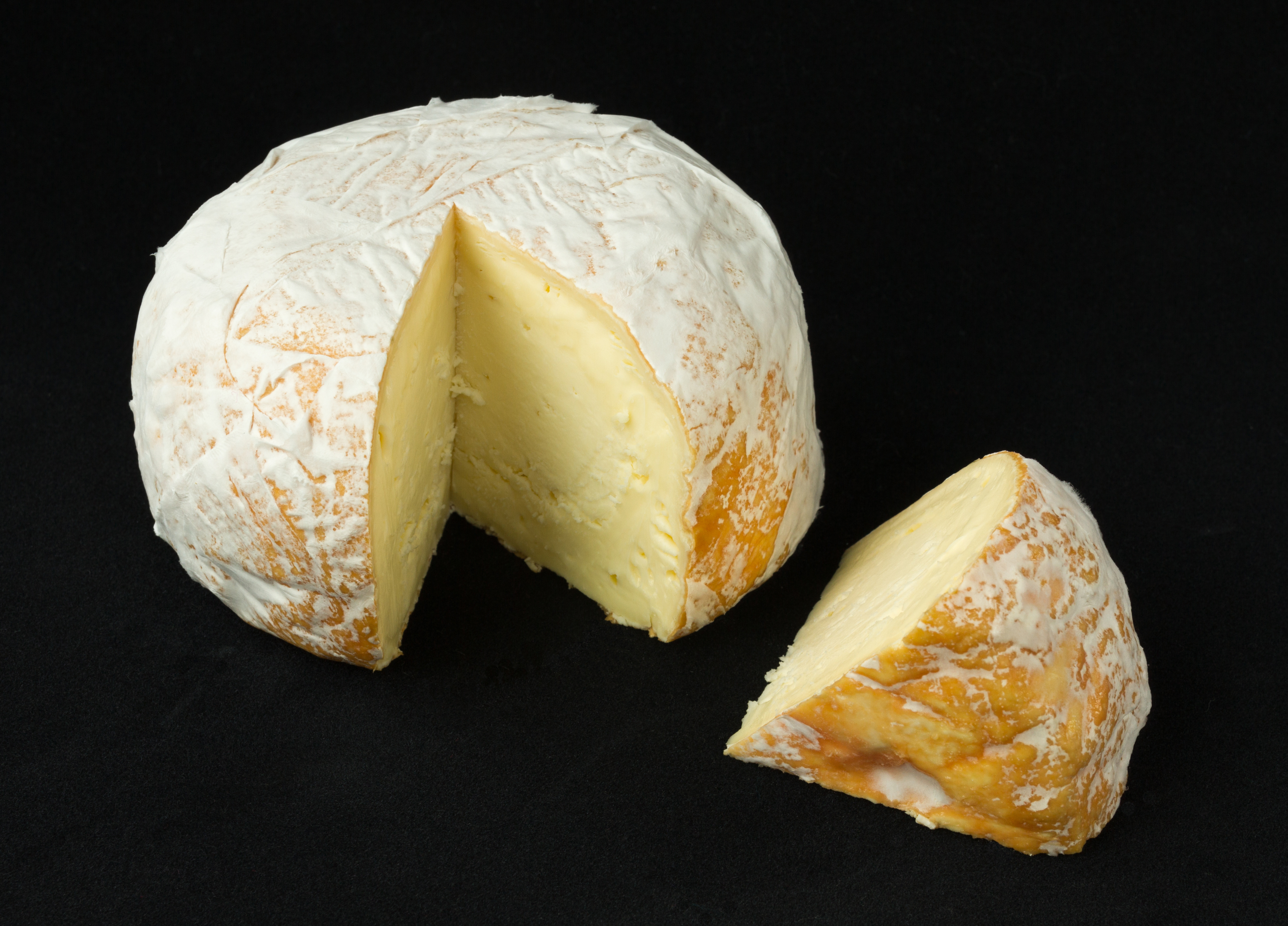
сир Red Hawk

Red Hawk (Червоний сокіл) — витриманий кремовий сир з коров'ячого молока із промитою в розсолі шкіркою. Сир виробляється вручну на маслосирзаводі Cowgirl в Point Reyes Station, Каліфорнія (завод заснований в 1994). Промивання сиру розсолом стимулює розвиток червоно-помаранчевої шкірки, яка дала сиру свою назву.
Сирзавод Cowgirl виробляє власні сири з органічного молока із сусідньої Straus Family Creamery. Він був нагороджений як «Кращий на виставці» на 20-й щорічній конференції Американського товариства сиру.
Період дозрівання — 4 тижні. Вага — 240 гр (8 унцій).